# Carlos Bolsonaro
Carlos Nantes Bolsonaro (Resende, 7 de dezembro de 1982) é um político brasileiro, filiado ao Partido Liberal (PL). É o segundo filho do ex-presidente do Brasil, Jair Bolsonaro. Atualmente, cumpre seu 6º mandato como vereador do município do Rio de Janeiro. É irmão do deputado Eduardo Bolsonaro e do senador Flávio Bolsonaro.
Em entrevista à rádio Jovem Pan, Jair Bolsonaro afirmou que Carlos foi seu principal cabo eleitoral e responsável por sua eleição, tendo comandado, desde 2010, todo o marketing e a campanha presidencial. O presidente também disse que tinha o desejo de colocar Carlos frente a algum ministério, com o próprio Carlos negando a possibilidade de assumir qualquer ministério ou secretaria.
Rotineiramente envolvido em controvérsias no Governo Jair Bolsonaro, como a queda de vários ministros do primeiro escalão do governo, Carlos ganhou da mídia apelidos como "pit bull da família Bolsonaro", "o filho barulhento do presidente" e "Carluxo".

## Biografia

### Infância e educação
Carlos é o segundo filho de Jair Bolsonaro e Rogéria Nantes Nunes Braga, nascido no dia 7 de dezembro de 1982 na Academia Militar das Agulhas Negras (AMAN), em Resende, Rio de Janeiro. No ano de seu nascimento, seu pai era 1º Tenente do Exército Brasileiro e Carlos nasceu no hospital da AMAN.
Em entrevista à jornalista Leda Nagle no Youtube, Carlos afirmou que, diferentemente dos filhos dos outros oficiais, ele e seus dois irmãos (Flávio e Eduardo) nunca conseguiram ter sua educação básica em colégios militares, pois, segundo ele, “os militares da época dificultaram que isso acontecesse”. Ainda segundo ele, o fato dos oficiais superiores não permitirem sua entrada nas escolas militares era uma forma de retaliação a seu pai, por ter confrontado os superiores na época exigindo melhores salários.
Carlos é formado em ciências aeronáuticas pela Universidade Estácio de Sá. Antes de iniciar nas ciências aeronáuticas, chegou a cursar direito por seis meses, mas não se familiarizou com o curso.

### Carreira política

#### Vereador do Rio de Janeiro
Carlos foi eleito vereador do município do Rio de Janeiro em 4 de outubro de 2000, aos 17 anos. Hoje está em sua quinta legislatura. Na ocasião, os pais de Carlos, Jair e Rogéria, passavam por uma separação. Rogéria era vereadora em seu segundo mandato no Rio de Janeiro. Por conta da separação, Jair deixou de apoiar Rogéria lançando seu filho Carlos para disputar, contra a mãe, a vaga de vereador. Com o apoio de seu pai, Carlos foi eleito vereador com 16 mil votos, tornando-se o vereador eleito mais jovem da história do Brasil. Sem o apoio do deputado Bolsonaro, Rogéria não conseguiu renovar seu mandato.
Durante seus quatro mandatos frente à Câmara Municipal do Rio de Janeiro, Carlos integrou diversas comissões, entre elas a Comissão de Defesa dos Direitos Humanos, da qual foi presidente em 2009. Também foi líder do Partido Progressista (PP) em 2003 e 2006 a 2008, e líder do PTB de 2003 a 2004.
Carlos tem uma carreira legislativa com poucas leis aprovadas. Entre as poucas delas estão a lei que pôs fim às votações secretas na câmara do Rio, a lei que impedia a mudança do nome de ruas sem o apoio de mais de 50% dos moradores da rua e a lei que proibiu a distribuição do Kit Anti-homofobia, popularmente conhecido como Kit Gay. Carlos foi o vereador mais votado do Rio de Janeiro no pleito de 2016, angariando 106.657 votos. Carlos atuou como vice-presidente da Comissão de Defesa dos Direitos Humanos entre 2013 e 2021.
Durante uma visita oficial do presidente Jair aos Estados Unidos, em 18 de março de 2019, Carlos Bolsonaro postou um tweet dizendo que estava em Brasília trabalhando em "linhas de produções" do presidente: 
Em Brasília. Dentre muito o que conversar com amigos Deputados Federais e desenvolvendo linhas de produção solicitadas pelo Presidente Jair Bolsonaro— Carlos, em seu twitter.
 O fato de Carlos deixar seu cargo de vereador no Rio e ir para Brasília cuidar de assuntos do presidente gerou criticas e rendeu-lhe o apelido de "Vereador Federal".
Em 2020, Carlos Bolsonaro foi eleito vereador do município do Rio de Janeiro pela sexta vez consecutiva, com 71000 votos. Na ocasião, ele perdeu o posto de mais votado para Tarcísio Motta (PSOL), que recebeu 86243 votos. Nas eleições de 2024, Carlos fez campanha para Alexandre Ramagem, candidato de seu pai à Prefeitura do Rio, derrotado por Eduardo Paes no primeiro turno. Durante a campanha, foi ironizado pelo empresário e influenciador digital Pablo Marçal, então candidato à Prefeitura de São Paulo, que ofereceu "ajuda no digital" para tentar reverter o quadro de favoritismo de Paes. Reelegeu-se novamente como vereador, com 130480 votos, quebrando seu próprio recorde de 2016.

#### Campanha de Jair Bolsonaro à presidência

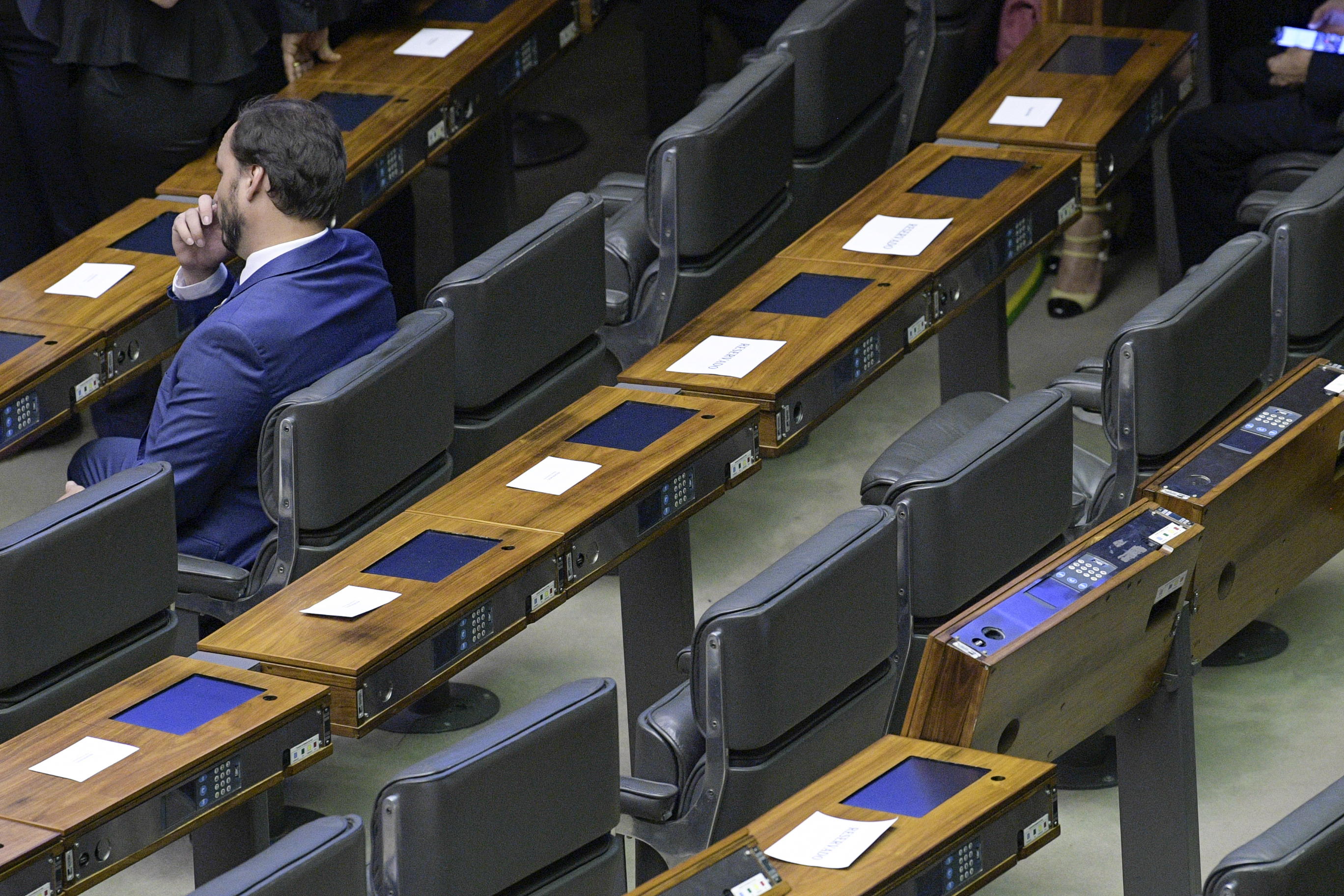
Carlos Bolsonaro no plenário do Congresso Nacional

Em entrevista à rádio Jovem Pan, o presidente Jair Bolsonaro atribuiu ao filho Carlos o mérito de sua eleição e o sucesso de sua campanha eleitoral. O presidente afirmou que Carlos foi quem iniciou a campanha nas redes sociais e foi o precursor delas durante todo o processo eleitoral. Segundo Carlos, por volta de 2010, quando pesquisou o nome do pai no Google, viu que os resultados das pesquisas só se relacionavam a coisas negativas. Então Carlos resolveu criar um blog onde começou a colocar fotos de família do então deputado com o objetivo de criar uma imagem positiva do pai.
Durante a eleição presidencial de 2018, Carlos licenciou-se de suas funções na câmara municipal do Rio para assumir a campanha do pai em tempo integral. A principal base de campanha de Jair era a casa de Carlos, que morava no mesmo condomínio que o pai.
Em abril de 2019, em entrevista à rádio Jovem Pan o já presidente Jair Bolsonaro afirmou que o filho "02" é quem administrava suas redes sociais e disse que por esse motivo as pessoas queriam afastá-lo do filho. Nas eleições, Carlos dispensou uma candidatura a deputado estadual ou federal pois, segundo ele, estava satisfeito com o que tinha e resolveu dedicar-se à campanha do pai.

## Controvérsias

### "Gabinete do ódio" e divulgação de notícias falsas
Carlos Bolsonaro é frequentemente associado à difusão de informações falsas, linchamentos virtuais e ataques diretos às instituições democráticas brasileiras. Em fevereiro de 2022, a Polícia Federal enviou um relatório ao Supremo Tribunal Federal, em que apontava a existência do "gabinete do ódio", um grupo dedicado a disseminar notícias falsas e difamatórias contra inimigos políticos do governo Bolsonaro. Segundo a PF, o grupo operava de dentro do Palácio do Planalto e era comandado por Carlos Bolsonaro.

### Ataques a Gustavo Bebianno
Gustavo Bebianno, ex-ministro-chefe da Secretária-geral da Presidência, foi a primeira baixa do primeiro escalão do governo Bolsonaro. Após diversas acusações de participação em candidaturas laranjas em Pernambuco e Minas Gerais, quando era presidente interino do PSL, Bebianno afirmou que as denúncias não causaram nenhum desgaste entre ele e o pai e que naquele mesmo dia, 12 de fevereiro de 2019, havia falado três vezes com Bolsonaro e que estava tudo bem entre os dois. Nesse período Bolsonaro estava internado no hospital Albert Einstein, se recuperando de uma cirurgia em decorrência da facada que levou meses antes.

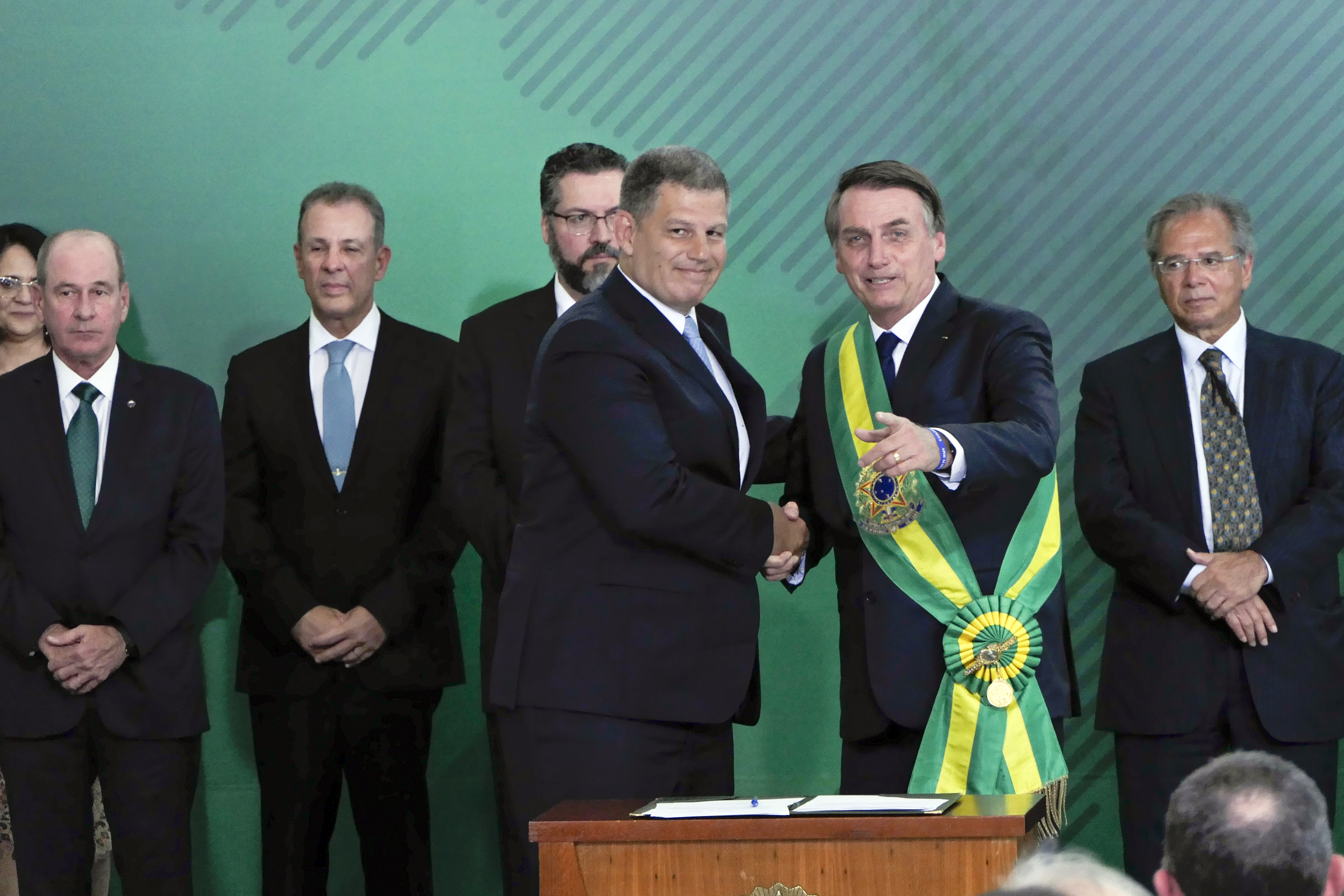
Posse do ex-ministro Gustavo Bebianno

No dia seguinte, por meio de seu Twitter, Carlos Bolsonaro, que estava com o pai no hospital, afirmou que o que Bebianno havia falado era uma mentira absoluta e que o ministro não havia falado com o presidente naquela dia sobre o "laranjal do PSL"; em seguida Carlos Bolsonaro publicou um áudio onde Bolsonaro recebe uma ligação de Bebianno e diz que não iria conversar com ele por conta de seu quadro clínico.
No dia 19 de fevereiro, após duros ataques de Carlos Bolsonaro no Twitter, Bebianno foi oficialmente exonerado. Após a exoneração, Bebianno atribuiu sua demissão a Carlos Bolsonaro, por conta dos ataques dirigidos a ele e que colocou a relação entre ele e o presidente em uma degradação sem volta, segundo ele "Carlos inflamou a cabeça do pai".
No dia 14 de novembro de 2019, Eduardo Bolsonaro, irmão de Carlos, afirmou em seu Twitter que Gustavo Bebianno boicotou diversos candidatos a vice de Bolsonaro antes do presidente escolher seu vice. Eduardo disse que ele e Carlos Bolsonaro haviam conversado com Luiz Philippe e ele seria o vice de Bolsonaro, porém, dias antes da definição do vice, Bebianno apresentou um dossiê falso que dizia que Luiz Philippe agredia mendigos e participava de surubas gay, o que colou o Príncipe fora das opções de vice de Bolsonaro. Segundo Eduardo o objetivo de Bebianno era inviabilizar todos os candidatos a vice de Bolsonaro para que ele fosse escolhido como vice.

### Declarações contra General Santos Cruz
No início de abril de 2019, Santos Cruz, ex-ministro da Secretaria de Governo, deu entrevista ao jornal O Estado de S. Paulo, na qual afirmou que as redes sociais deveriam ter algum tipo de regulamentação e que havia milícias digitais nas redes sociais. A frase do general desagradou profundamente a ala ideológica do governo Bolsonaro, que inclui Olavo de Carvalho e o filho do presidente, Carlos Bolsonaro.
Após as declarações de Santos Cruz, o escritor Olavo de Carvalho, publicou em seu Twitter oficial: “Controlar a internet, Santos Cruz? Controlar a sua boca, seu mer..”.
Carlos Bolsonaro também dirigiu ataques a Santos Cruz, no Twitter. Ele escreveu: “Quem seria essa milícia digital, que este tal Santos Cruz se refere? Mais um(x) revoltad(x)!”. Logo Santos Cruz respondeu postando prints de postagens semelhantes de Carlos e do presidente Bolsonaro insinuando que Carlos estaria usando as redes sociais do presidente.
Após Santos Cruz responder aos ataques de Olavo, Carlos questionou em suas redes onde estariam os ‘super generais’ para defender o presidente de mais um ataque, se referindo a resistência congresso em aprovar o projeto de credito extra para o governo Bolsonaro, em seguida o vereador twittou, “pra fazer cartinha atacando quem sempre nos ajudou os generais eram rápidos”, se referindo a carta de resposta de Santos Cruz a Olavo.
Alguns dias depois dos atritos públicos entre o general Santos Cruz e Carlos Bolsonaro junto a Olavo, que colocou no topo do Twitter a tag #ForaSantosCruz, o general foi exonerado pelo presidente Bolsonaro, se tornando o primeiro militar a deixar o governo. Assim como no caso de Bebianno, a grande mídia e aliados de Santos Cruz atribuem a Carlos Bolsonaro a queda do ministro, por Carlos ser o olavista de mais influência no governo Bolsonaro.

### Declarações contra Hamilton Mourão
Em abril Carlos Bolsonaro, por meio do Twitter, atacou o vice-presidente Hamilton Mourão retuitando diversos posts insinuando que Mourão seria traidor e que tentava montar uma base paralela no congresso. Carlos Bolsonaro também disse em seu Twitter que Mourão era o "queridinho da imprensa" e que era "estranha a proximidade de Mourão com pessoas que detestam o presidente", referindo-se ao apoio que o vice deu a Jean Wyllys, quando este deixou o país alegando ameaças.

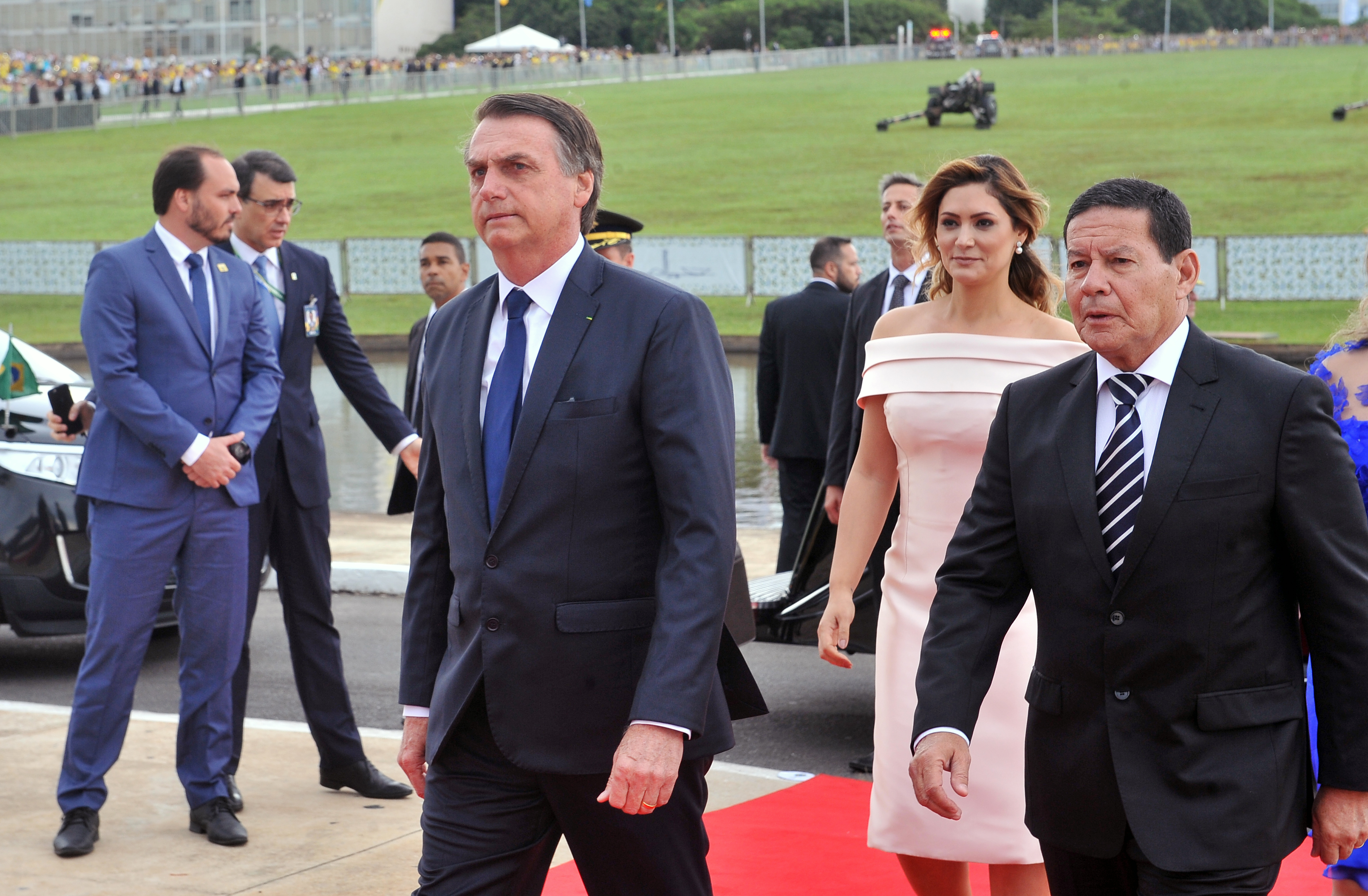
Carlos Bolsonaro na cerimônia de posse

Em junho de 2019, Carlos Bolsonaro voltou a criticar o vice-presidente no Twitter. Durante a viagem do presidente à Argentina, Carlos twittou: "Saudades do presidente que é pró-armamento da população e contra o aborto. Volte logo, presidente de verdade". Ainda em junho Carlos criticou novamente Mourão após ele curtir um post da jornalista Rachel Sheherazade em que ela criticava Jair Bolsonaro e elogiava Mourão, Carlos twittou, "Tirem suas próprias conclusões. E tem muito mais... não se atente ao que diz a pessoa, mas em quem curtiu'.
No inicio de julho o vereador ironizou a promoção a gerente executivo do Banco do Brasil do filho de Mourão. Em um Twitter ele disse “Nova promoção! Parabéns” e, em seguida, disse: “Esse é bom bagarai”, após um seguidor lembrar que era a segunda promoção em seis meses.
Após os atritos entre Mourão e Carlos Bolsonaro, o presidente Bolsonaro, por meio de seu porta voz Otávio Rêgo Barros, declarou: “De uma vez por todas, o presidente gostaria de deixar claro o seguinte: quanto a seus filhos, em particular o Carlos, o presidente enfatiza que ele sempre estará a seu lado. O filho foi um dos grandes responsáveis pela vitória nas urnas, contra tudo e contra todos”.

### Declarações contra Augusto Heleno
No início de julho, Carlos voltou a criticar integrantes do primeiro escalão do governo federal em seu Twitter. Após uma página de apoio a Bolsonaro publicar um vídeo afirmando que o Gabinete de Segurança Institucional (GSI) tinha envolvimento com um sargento da FAB preso na Espanha com 39 kg de cocaína, Carlos escreveu: “Por que acha que não ando com seguranças? Principalmente aqueles oferecidos pelo GSI? Sua grande maioria pode ser até de homens bem-intencionados, e acredito que seja, mas estão subordinados a algo que não acredito. Tenho gritado em vão há meses, internamente, e infelizmente sou ignorado”. Em seguida twittou: "Mas se viemos aqui para deixar uma mensagem! Creio que essa faz uma parte dela, mesmo que isso custe minha vida! Um abraço!".
Diferente das criticas a outros ministros, dessa vez, no mesmo dia em que Carlos criticava Augusto Heleno, Olavo de Carvalho elogiava o general em seu twitter: "Ver o general Heleno no palanque, ao lado do Eduardo Bolsonaro, defendendo com bravura o nosso presidente, foi um grande momento para todos os brasileiros", referindo-se a um discurso de Heleno ao lado de Eduardo em uma manifestação pró Bolsonaro e o ministro Sergio Moro.

### Declaração sobre as transformações no Brasil
Em setembro de 2019, Carlos causou controvérsia ao afirmar que, por meios democráticos, as mudanças almejadas não aconteceriam na velocidade que se desejaria.

Por vias democráticas a transformação que o Brasil quer não acontecerá na velocidade que almejamos... e se isso acontecer. Só vejo todo dia a roda girando em torno do próprio eixo e os que sempre nos dominaram continuam nos dominando de jeitos diferentes!— Carlos Bolsonaro, 9 de setembro de 2019.
Por essa declaração recebeu criticas do General Mourão, na ocasião presidente interino após internação de Bolsonaro. Também foi criticado pelos presidentes da Câmara e Senado. Em seguida Carlos afirmou que apenas quis dizer que as mudanças seriam lentas.

### Caso Marielle Franco
Em outubro de 2019 o porteiro do condomínio Vivendas da Barra, onde mora Carlos Bolsonaro e onde seu pai morava, na zona oeste do Rio de Janeiro, afirmou em depoimento que o assassino da vereadora Marielle Franco havia entrado no condomínio com autorização de Jair Bolsonaro. Em novembro esse depoimento tornou-se público, porém, procuradores do Ministério Público do Estado do Rio de Janeiro afirmaram que o porteiro mentiu. Dias depois o porteiro mudou seu depoimento e disse que não foi Bolsonaro quem autorizou a entrada de Élcio Queiroz; reportagens mostraram ainda que o porteiro vive em área dominada por milícias. Antes do ministério público falar sobre o caso e confirmar que o porteiro mentiu, Carlos Bolsonaro foi até a administração do condomínio e recebeu autorização para acessar os áudios do dia da morte da vereadora (o que lhe rendeu acusações de invasão de privacidade e interferência na investigação). Nos áudios, Carlos mostra que quem autorizou a entrada de Élcio foi seu cúmplice Ronnie Lessa, e não Jair Bolsonaro, que naquele dia estava na Câmara dos Deputados em Brasília.
Segundo o jornalista Kennedy Alencar, da rádio CBN, a Polícia Civil do Estado do Rio de Janeiro trabalhava com a hipótese de participação de Carlos no caso. O jornalista não deu mais detalhes e a polícia civil não confirmou a veracidade da informação dada por ele.

### Interferência no Banco do Brasil
Em maio de 2020, após o Banco do Brasil anunciar que deixaria de anunciar em um jornal considerado propagador de notícias falsas e caluniosas por pressão do grupo ciberativista Sleeping Giants, Carlos Bolsonaro interferiu junto à Secretaria de Comunicação Social (SECOM) e Fabio Wajngarten e o banco voltou a anunciar no site. A Procuradoria Federal dos Direitos do Cidadão (PFDC) e o Ministério Público de Contas (MPTCU) solicitaram investigações sobre o caso e o Tribunal de Contas da União (TCU) ordenou a remoção definitiva dos anúncios.

### Rompimento com João Doria
Desde o rompimento do governador João Doria com o governo de Jair Bolsonaro, Carlos Bolsonaro e o Doria frequentemente trocam ataques no Twitter. Em 29 de março de 2020, Carlos postou no Twitter um vídeo de Doria dançando a música "Não Quero Dinheiro", do Tim Maia, gravado em outubro de 2018. Com a postagem sem nenhuma legenda ou descrição além do vídeo em si, dava-se a entender que Doria estaria em uma aglomeração no meio da pandemia de COVID-19, apesar do vídeo ser de 2018. Em um conflito em que debatiam sobre inflação, Doria chamou Carlos de Tonho da Lua, em alusão ao personagem com problemas psiquiátricos da telenovela "Mulheres de Areia". Posteriormente, em uma discussão sobre inflação, Doria comentou que até o preço de sua "calça apertada" estava subindo, em alusão ao vídeo postado por Carlos.

### Suspeitas de peculato
Em agosto de 2021, o Tribunal de Justiça do Rio de Janeiro (TJ-RJ) determinou a quebra dos sigilos fiscal e bancário de Carlos Bolsonaro na investigação que apura a contratação de funcionários "fantasmas" no gabinete do parlamentar.
Pela primeira vez desde o início da investigação, há dois anos, o Ministério Público do Rio de Janeiro (MP-RJ) levanta a possibilidade de um esquema de rachadinha no gabinete de Carlos na Câmara de Vereadores.

### Investigação sobre espionagem ilegal
Em 29 de janeiro de 2024, Carlos Bolsonaro foi alvo de busca e apreensão como parte de uma operação pela Polícia Federal do Brasil que investigava o uso da Agência Brasileira de Inteligência (Abin) para fazer espionagem ilegal. A investigação ocorreu no âmbito de outra relacionada ao uso do software espião First Mile, mirando também Alexandre Ramagem e assessores.

## Vida pessoal
Segundo matéria do Jornal Extra em janeiro de 2019, Carlos manteria um namoro secreto com a catarinense Paula Bramont, relacionamento que teria então oito anos e acabaria em 2021. Além de Paula, Carlos já namorou a publicitária Talita Galhardo, e, posteriormente, terminou o noivado com a gaúcha Georgia Paiva, com quem se casaria em março de 2022.
Em fevereiro de 2023, foi noticiado de que Carlos teria um relacionamento com a economista e representante do Brasil no Banco Interamericano de Desenvolvimento (BID), Martha Seillier. Ela engravidou desta relação e teve sua primeira filha, chamada Júlia, em 13 de fevereiro. É a quarta neta do ex-presidente Jair Bolsonaro.

## Desempenho eleitoral
| Ano  | Eleição                     | Partido      | Cargo    | Votos   | %     | Resultado |
| ---- | --------------------------- | ------------ | -------- | ------- | ----- | --------- |
| 2000 | Municipal do Rio de Janeiro | PPB          | Vereador | 16.053  | 0,50% | Eleito    |
| 2004 | Municipal do Rio de Janeiro | PTB          | Vereador | 22.355  | 0,66% | Eleito    |
| 2008 | Municipal do Rio de Janeiro | PP           | Vereador | 28.209  | 0,71% | Eleito    |
| 2012 | Municipal do Rio de Janeiro | PP           | Vereador | 23.679  | 0,76% | Eleito    |
| 2016 | Municipal do Rio de Janeiro | PSC          | Vereador | 106.657 | 3,65% | Eleito    |
| 2020 | Municipal do Rio de Janeiro | Republicanos | Vereador | 71.000  | 2,69% | Eleito    |
| 2024 | Municipal do Rio de Janeiro | PL           | Vereador | 130.480 | 4,30% | Eleito    |